# AutoCont extraliga 2014/2015
AutoCont extraliga 2014/2015 byla 22. ročníkem nejvyšší mužské florbalové soutěže v Česku.
Soutěž odehrálo 12 týmů systémem dvakrát každý s každým. Prvních osm týmů postoupilo do play-off, ostatní čtyři týmy hrály o udržení (play-down).
Mistrovský titul získal pošestnácté tým Tatran Omlux Střešovice, který ve finále porazil tým Technology Florbal MB. Pro Boleslav to byla první účast ve finále. Mistr předchozí sezóny, 1. SC Vítkovice Oxdog, skončil na třetím místě. Tatran si vítězstvím zajistil účast na Poháru mistrů, kde získal bronzovou medaili.
Nováčkem v této sezoně byl tým TJ Sokol Královské Vinohrady, který se do Extraligy vrátil po sedmi sezónách v 1. lize po vítězství v minulém ročníku.
Po prohře v play-down sestoupil po 12 sezónách v Extralize tým FBC Liberec. Play-down se od tohoto ročníku nově hrálo na čtyři vítězné zápasy. Sestupující Liberec byl v následující sezóně nahrazen vítězem tohoto ročníku 1. ligy, týmem SK Bivoj Litvínov, který do Extraligy postoupil poprvé.
Milan Fridrich překonal historický rekord Michala Jedličky 146 kanadských bodů v play-off.

## Základní část
| Poř. | Tým                           | Z  | V  | VP | PP | P  | VG  | OG  | B  |
| ---- | ----------------------------- | -- | -- | -- | -- | -- | --- | --- | -- |
| 1.   | Technology Florbal MB         | 22 | 16 | 1  | 2  | 3  | 168 | 93  | 52 |
| 2.   | Tatran Omlux Střešovice       | 22 | 15 | 0  | 2  | 5  | 159 | 85  | 47 |
| 3.   | 1. SC Vítkovice Oxdog         | 22 | 13 | 4  | 0  | 5  | 130 | 91  | 47 |
| 4.   | FbŠ Bohemians                 | 22 | 13 | 0  | 2  | 7  | 143 | 131 | 41 |
| 5.   | TJ JM FAT PIPE Chodov         | 22 | 12 | 2  | 1  | 7  | 140 | 108 | 41 |
| 6.   | itelligence Bulldogs Brno     | 22 | 10 | 1  | 5  | 6  | 114 | 100 | 37 |
| 7.   | AC Sparta Praha               | 22 | 9  | 1  | 3  | 9  | 109 | 128 | 32 |
| 8.   | FBC ČPP Bystroň Group Ostrava | 22 | 10 | 0  | 1  | 11 | 109 | 123 | 31 |
| 9.   | Sokol PPAS Pardubice          | 22 | 5  | 6  | 2  | 9  | 115 | 134 | 29 |
| 10.  | FBC Liberec                   | 22 | 3  | 3  | 1  | 15 | 102 | 155 | 16 |
| 11.  | Panthers Otrokovice           | 22 | 3  | 2  | 1  | 16 | 81  | 139 | 14 |
| 12.  | TJ Sokol Královské Vinohrady  | 22 | 2  | 1  | 1  | 18 | 87  | 170 | 9  |

## Vyřazovací boje

### Pavouk
|  | Čtvrtfinále (na zápasy)       | Čtvrtfinále (na zápasy)   |                         |   | Semifinále (na zápasy) | Semifinále (na zápasy) |  |  | Superfinále (skóre) | Superfinále (skóre) |
|  |                               |                           |                         |   |                        |                        |  |  |                     |                     |
|  |                               |                           |                         |   |                        |                        |  |  |                     |                     |
|  | Technology Florbal MB         | 4                         |                         |   |                        |                        |  |  |                     |                     |
|  | Technology Florbal MB         | 4                         |                         |   |                        |                        |  |  |                     |                     |
|  | ACEMA Sparta Praha            | 0                         |                         |   |                        |                        |  |  |                     |                     |
|  | ACEMA Sparta Praha            | 0                         | Technology Florbal MB   | 4 |                        |                        |  |  |                     |                     |
|  |                               |                           | Technology Florbal MB   | 4 |                        |                        |  |  |                     |                     |
|  |                               | itelligence Bulldogs Brno | 0                       |   |                        |                        |  |  |                     |                     |
|  | FbŠ Bohemians                 | itelligence Bulldogs Brno | 0                       | 2 |                        |                        |  |  |                     |                     |
|  | FbŠ Bohemians                 |                           |                         | 2 |                        |                        |  |  |                     |                     |
|  | itelligence Bulldogs Brno     | 4                         |                         |   |                        |                        |  |  |                     |                     |
|  | itelligence Bulldogs Brno     | 4                         | Technology Florbal MB   | 6 |                        |                        |  |  |                     |                     |
|  |                               |                           | Technology Florbal MB   | 6 |                        |                        |  |  |                     |                     |
|  |                               | Tatran Omlux Střešovice   | 7 ts                    |   |                        |                        |  |  |                     |                     |
|  | Tatran Omlux Střešovice       | Tatran Omlux Střešovice   | 7 ts                    | 4 |                        |                        |  |  |                     |                     |
|  | Tatran Omlux Střešovice       |                           |                         | 4 |                        |                        |  |  |                     |                     |
|  | FBC ČPP Bystroň Group Ostrava | 0                         |                         |   |                        |                        |  |  |                     |                     |
|  | FBC ČPP Bystroň Group Ostrava | 0                         | Tatran Omlux Střešovice | 4 |                        |                        |  |  |                     |                     |
|  |                               |                           | Tatran Omlux Střešovice | 4 |                        |                        |  |  |                     |                     |
|  |                               | 1. SC Vítkovice Oxdog     | 1                       |   |                        |                        |  |  |                     |                     |
|  | 1. SC Vítkovice Oxdog         | 1. SC Vítkovice Oxdog     | 1                       | 4 |                        |                        |  |  |                     |                     |
|  | 1. SC Vítkovice Oxdog         |                           |                         | 4 |                        |                        |  |  |                     |                     |
|  | TJ JM FAT PIPE Chodov         | 2                         |                         |   |                        |                        |  |  |                     |                     |
|  | TJ JM FAT PIPE Chodov         | 2                         |                         |   |                        |                        |  |  |                     |                     |

### Čtvrtfinále
První tři týmy si postupně zvolily soupeře pro čtvrtfinále z druhé čtveřice.
Technology Florbal MB – AC Sparta Praha 4 : 0 na zápasy – Zpráva
- 17. 3. 2015 20:00, Boleslav – Sparta 6 : 31 (2:1, 3:1, 1:1)
- 19. 3. 2015 19:30, Sparta – Boleslav 0 : 10 (0:0, 0:0, 0:1)
- 14. 3. 2015 19:00, Boleslav – Sparta 4 : 01 (1:0, 1:0, 2:0)
- 15. 3. 2015 18:03, Sparta – Boleslav 3 : 10 (0:4, 1:0, 2:6)

FbŠ Bohemians – itelligence Bulldogs Brno 2 : 4 na zápasy – Zpráva
- 17. 3. 2015 20:00, Bohemians – Bulldogs 7 : 6p (2:1, 1:3, 3:2, 1:0)
- 18. 3. 2015 16:00, Bohemians – Bulldogs 3 : 4p (1:1, 2:0, 0:2, 0:1)
- 14. 3. 2015 20:00, Bulldogs – Bohemians 6 : 5 (0:2, 3:0, 3:3)
- 15. 3. 2015 17:00, Bulldogs – Bohemians 9 : 5 (0:3, 4:1, 5:1)
- 17. 3. 2015 20:00, Bohemians – Bulldogs 5 : 2 (1:0, 2:2, 2:0)
- 19. 3. 2015 20:00, Bulldogs – Bohemians 7 : 3 (2:1, 1:0, 4:2)

Tatran Omlux Střešovice – FBC ČPP Bystroň Group Ostrava 4 : 0 na zápasy – Zpráva
- 17. 3. 2015 19:00, Tatran – Ostrava 10 : 1 (6:1, 4:0, 0:0)
- 18. 3. 2015 18:00, Tatran – Ostrava 19 : 1 (2:1, 0:0, 7:0)
- 14. 3. 2015 18:00, Ostrava – Tatran 14 : 8 (1:2, 1:3, 2:3)
- 15. 3. 2015 18:00, Ostrava – Tatran 15 : 6ts (2:3, 0:1, 3:1, 0:0)

1. SC Vítkovice Oxdog – TJ JM FAT PIPE Chodov 4 : 2 na zápasy – Zpráva
- 17. 3. 2015 18:00, Vítkovice – Chodov 4 : 3 (0:1, 3:0, 1:2)
- 18. 3. 2015 18:00, Vítkovice – Chodov 4 : 6 (1:2, 0:3, 3:1)
- 14. 3. 2015 11:05, Chodov – Vítkovice 3 : 5 (0:2, 0:2, 3:1)
- 15. 3. 2015 17:03, Chodov – Vítkovice 6 : 8 (0:1, 3:4, 3:3)
- 17. 3. 2015 18:00, Vítkovice – Chodov 3 : 4 (1:1, 0:1, 2:2)
- 19. 3. 2015 18:30, Chodov – Vítkovice 6 : 7ts (1:3, 2:3, 3:0, 0:0)

### Semifinále
Nejlépe umístěný tým v základní části z postupujících do semifinále (Technology Florbal MB) si zvolil soupeře (itelligence Bulldogs Brno) ze dvou nejhůře umístěných postupující týmů.
Technology Florbal MB – itelligence Bulldogs Brno 4 : 0 na zápasy – Zpráva
- 28. 3. 2015 19:00, Boleslav – Bulldogs 5 : 4p (1:2, 1:1, 2:1, 1:0)
- 29. 3. 2015 14:45, Boleslav – Bulldogs 3 : 2 (1.2, 2:0, 0:0)
- 04. 4. 2015 13:30, Bulldogs – Boleslav 3 : 4ts (2:2, 1:0, 0:1, 0:0)
- 05. 4. 2015 17:00, Bulldogs – Boleslav 5 : 6ts (1:0, 1:3, 3:2, 0:0)

Tatran Omlux Střešovice – 1. SC Vítkovice Oxdog 4 : 1 na zápasy – Zpráva
- 28. 3. 2015 20:30, Tatran – Vítkovice 4 : 5ts (1:1, 1:0, 2:3, 0:0)
- 29. 3. 2015 17:53, Tatran – Vítkovice 6 : 1 (1:0, 2:0, 3:1)
- 04. 4. 2015 17:00, Vítkovice – Tatran 4 : 5 (0:4, 2:1, 2:0)
- 05. 4. 2015 12:00, Vítkovice – Tatran 4 : 5ts (2:1, 1:1, 1:2, 0:0)
- 07. 4. 2015 18:10, Tatran – Vítkovice 6 : 2 (0:0, 2:1, 4:1)

### Superfinále
O mistru Extraligy rozhodl jeden zápas tzv. superfinále 18. dubna 2015 v O2 areně v Praze. Zápas sledovalo 11 073 diváků.
- 18. dubna 2015 17:16, Technology Florbal MB – Tatran Omlux Střešovice 6 : 7ts (4:2, 1:2, 1:2, 0:0)[2] – Zpráva

## Boje o udržení
Hráli 9. s 12. a 10. s 11. po základní části. Vítězové z 1. kola zůstali v Extralize, poražení hráli 2. kolo.

### Pavouk
|  | 1. kolo (na zápasy)          | 1. kolo (na zápasy)          |             |   | 2. kolo (na zápasy) | 2. kolo (na zápasy) |
|  |                              |                              |             |   |                     |                     |
|  |                              |                              |             |   |                     |                     |
|  | FBC Liberec                  | 3                            |             |   |                     |                     |
|  | FBC Liberec                  | 3                            |             |   |                     |                     |
|  | Panthers Otrokovice          | 4                            |             |   |                     |                     |
|  | Panthers Otrokovice          | 4                            | FBC Liberec | 1 |                     |                     |
|  |                              |                              | FBC Liberec | 1 |                     |                     |
|  |                              | TJ Sokol Královské Vinohrady | 4           |   |                     |                     |
|  | Sokol PPAS Pardubice         | TJ Sokol Královské Vinohrady | 4           | 4 |                     |                     |
|  | Sokol PPAS Pardubice         |                              |             | 4 |                     |                     |
|  | TJ Sokol Královské Vinohrady | 1                            |             |   |                     |                     |

### 1. kolo
FBC Liberec – Panthers Otrokovice 3 : 4 na zápasy – Zpráva
- 17. 3. 2015 18:03, Liberec – Otrokovice 6 : 5ts (1.3, 2:1, 2:1, 0:0)
- 18. 3. 2015 17:00, Liberec – Otrokovice 2 : 3p (0:2, 1:0, 1:0, 0:1)
- 14. 3. 2015 17:00, Otrokovice – Liberec 5 : 6p (0:0, 1:3, 4:2, 0:1)
- 15. 3. 2015 18:00, Otrokovice – Liberec 5 : 4 (1:1, 2:3, 2:0)
- 17. 3. 2015 19:30, Liberec – Otrokovice 8 : 7 (4:1, 4:0, 0:6)
- 19. 3. 2015 19:00, Otrokovice – Liberec 8 : 2 (3:0, 2:2, 3:0)
- 21. 3. 2015 20:00, Liberec – Otrokovice 2 : 4 (1:1, 1:1, 0:2)

Sokol PPAS Pardubice – TJ Sokol Královské Vinohrady 4 : 1 na zápasy – Zpráva
- 17. 3. 2015 18:00, Pardubice – Vinohrady 4 : 3 (2:0, 2:1, 0:2)
- 18. 3. 2015 18:00, Pardubice – Vinohrady 6 : 7p (4:4, 0:1, 2:1, 0:1)
- 14. 3. 2015 17:30, Vinohrady – Pardubice 6 : 7 (2:3, 2:2, 2:2)
- 15. 3. 2015 17:30, Vinohrady – Pardubice 7 : 8 (3:2, 1:3, 3:3)
- 17: 3. 2015 18:00, Pardubice – Vinohrady 9 : 3 (1:1, 3:1, 5:1)

### 2. kolo
Hráli poražení z prvního kola. Vítěz hrál baráž a poražený sestoupil do 1. ligy.
FBC Liberec – TJ Sokol Královské Vinohrady 1 : 4 na zápasy – Zpráva
- 28. 3. 2015 20:00, Liberec – Vinohrady 4 : 8 (0:1, 2:2, 2:5)
- 29. 3. 2015 16:00, Liberec – Vinohrady 3 : 7 (0:1, 2:3, 1:3)
- 04. 4. 2015 20:30, Vinohrady – Liberec 2 : 4 (1:2,0:1,1:1)
- 05. 4. 2015 18:00, Vinohrady – Liberec 8 : 4 (2:2, 2:0, 4:2)
- 07. 9. 2015 20:00, Liberec – Vinohrady 1 : 2 (0:2, 0:0, 1:0)

### Baráž
Hrál vítěz 2. kola s druhým z 1. ligy. Vítěz zůstal v nové sezoně v Extralize, poražený sestoupil do 1. ligy.
TJ Sokol Královské Vinohrady – FBC Start98 3 : 0 na zápasy – Zpráva
- 19. 4. 2015 18:00, Vinohrady – Start98 9 : 5 (3:2, 2:0, 4:3)
- 25. 4. 2015 18:04, Start98 – Vinohrady 4 : 10 (2:4, 0:1, 2:5)
- 26. 4. 2015 18:00, Start98 – Vinohrady 4 : 5 (2:2, 1:0, 1:3)

## Konečné pořadí
| Pořadí           | Tým                           |
| ---------------- | ----------------------------- |
| Zlatá medaile    | Tatran Omlux Střešovice       |
| Stříbrná medaile | Technology Florbal MB         |
| Bronzová medaile | 1. SC Vítkovice Oxdog         |
| 4.               | itelligence Bulldogs Brno     |
| 5.               | FbŠ Bohemians                 |
| 6.               | TJ JM FAT PIPE Chodov         |
| 7.               | ACEMA Sparta Praha            |
| 8.               | FBC ČPP Bystroň Group Ostrava |
| 9.               | Sokol PPAS Pardubice          |
| 10.              | Panthers Otrokovice           |
| 11.              | TJ Sokol Královské Vinohrady  |
| 12.              | FBC Liberec                   |

## Nejužitečnější hráči
Nejužitečnějšími hráči Extraligy byli zvoleni:
1. Jiří Curney (Technology Florbal MB)
2. Martin Zozulák (Sokol PPAS Pardubice)
3. Martin Richter (Tatran Omlux Střešovice)